# Six Jours d'Apeldoorn
Les Six Jours d'Apeldoorn sont une course cycliste de six jours disputée à Apeldoorn, aux Pays-Bas. Créés en 2009, ils n'ont eu lieu qu'une seule fois, au mois de décembre. Ils ont été remportés par l'Allemand Robert Bartko et les Néerlandais Léon van Bon et Pim Ligthart.

## Palmarès
| Année | Vainqueur                               | Deuxième                         | Troisième                            |
| ----- | --------------------------------------- | -------------------------------- | ------------------------------------ |
| 2009  | Robert Bartko Léon van Bon Pim Ligthart | Peter Schep Danny Stam Tim Veldt | Iljo Keisse Marcel Barth Jens Mouris |